# Waka (poezja)
Waka (jap. 和歌, 倭歌) lub yamato-uta (jap. 大和歌, 倭歌) – klasyczna poezja japońska (obecnie synonim tanka).

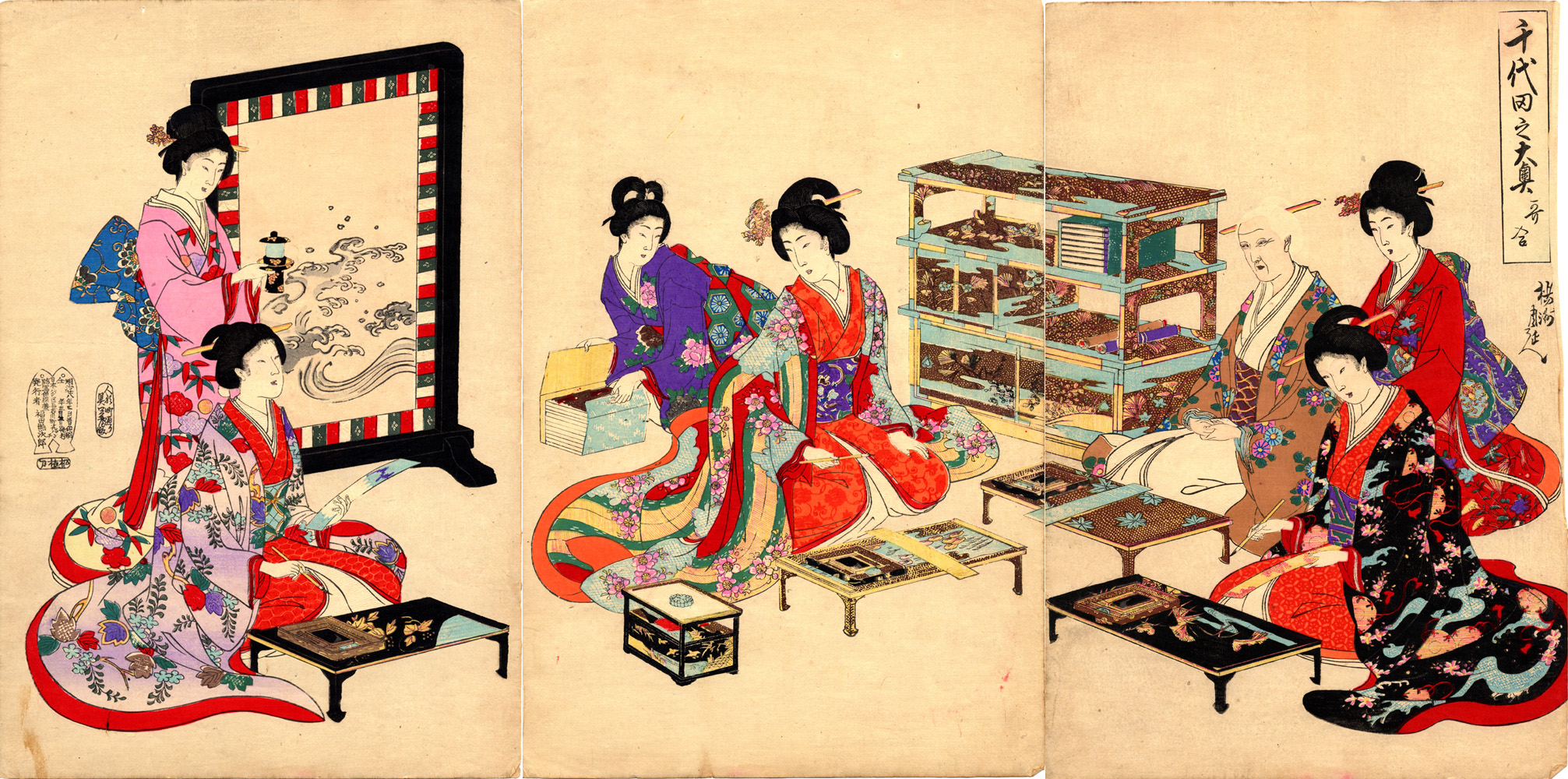
Chikanobu Hashimoto (1838–1912), Chiyoda no Ōoku uta-awase (1895) „Konkurs poezji dam dworu w zamku Chiyoda

Waka tłumaczy się dosłownie jako „japoński wiersz”. Słowo to powstało przypuszczalnie w początkowym okresie Heian, a po raz pierwszy użyte zostało przez poetę Ki no Tsurayuki. Wa znaczy „Japonia”, „dawna Japonia”, „w stylu japońskim”, ka – „poezja”, „wiersz”, „pieśń”. Prawdopodobnie Tsurayuki chciał zaznaczyć różnicę między poezją w swym języku ojczystym a poezją chińską zwaną kanshi (漢詩), z której czerpał inspirację, a która była dobrze znana wyedukowanym sferom japońskiego społeczeństwa.

## Rodzajewaka
Gatunek waka obejmuje wiele różnych wzorców metrycznych, takich jak: tanka (lub mijikauta, 短歌, dosł. „pieśń krótka”),  chōka (lub nagauta, 長歌, „pieśń długa”), bussokusekika (仏足石歌, „pieśń [wyryta] w kamieniu [z wyrzeźbionym wizerunkiem] stóp Buddy w świątyni Yakushi w Nara”), sedōka (lub sendōka, 旋頭歌, „pieśń z powtórzonym początkiem”) i katauta (片歌, „pieśń cząstkowa”, „pieśń fragmentaryczna”). Trzy ostatnie zanikły w okresie Heian, a wkrótce po nich chōka. Obecnie termin waka odnosi się wyłącznie do metrum tanka.
Japoński poeta i krytyk Shiki Masaoka uważał, że „waka powinna zostać odnowiona i unowocześniona”. Wcześniej wiersze tego typu nazywano waka lub zwyczajnie uta („pieśń”, „wiersz”). Haiku jest także terminem, którego użył Masaoka podczas swojej rewizji starej formy hokku, mając ten sam cel na myśli.

## Uta-awase
Uta-awase były to konkursy poetyckie lub inaczej spotkania polegające na współzawodnictwie w tworzeniu poezji. Wybierano główne motywy, które później wskazany z każdej drużyny poeta musiał zawrzeć w swoim wierszu. Główny sędzia wybierał sędziów do poszczególnych tematów i punktował wygrywające drużyny. Pierwsze uta-awase odbyło się ok. 885 roku. Na początku było zwykłą rozrywką, z czasem, kiedy poezja głęboko wniknęła w tradycję, konkurs nabrał rangi rywalizacji estetycznej traktowanej z wielką powagą.

## Historia i rozwójwaka
Waka ma długą historię. Po raz pierwszy odnotowano jej istnienie w VIII wieku, w Kojiki i Man’yōshū. Pod wpływem innych gatunków, takich jak kanshi, chińskiej poezji, powieści (Genji monogatari), a później także zachodniej poezji, waka rozwijała się stopniowo, poszerzając swój repertuar ekspresji i tematów.

## Słynni poeciwakaitanka
- Ki no Tsurayuki
- Kakinomoto no Hitomaro
- Yamabe no Akahito
- Ōtomo no Yakamochi
- Henjō
- Ariwara no Narihira
- Fun’ya no Yasuhide
- Kisen
- Ono no Komachi
- Ōtomo no Kuronushi
- Kūkai
- Murasaki Shikibu
- Teika Fujiwara
- Saigyō Hōshi (1118–1190)
- Jien (1155–1225)
- Go-Toba
- Kamo no Chōmei
- Norinaga Motoori
- Ueda Akinari
- Ryōkan Taigu (Ryōkan) (1759–1831)
- Shiki Masaoka (1867–1902)
- Yosano Akiko (1878–1942)
- Hagiwara Sakutarō
- Ishikawa Takuboku
- Saitō Mokichi
- Itō Sachio
- Kitahara Hakushu
- Nagatsuka Takashi
- Kanoko Okamoto
- Wakayama Bokusui
- Orikuchi Shinobu (pod pseudonimem Shaku Choku)
- Terayama Shuji
- Tawara Machi (ur. 1962)